# Fontaines (Yonne)
Fontaines ist eine französische Gemeinde mit 462 Einwohnern (Stand: 1. Januar 2022) im Département Yonne in der Region Bourgogne-Franche-Comté (bis 2015: Burgund). Die Gemeinde gehört zum Arrondissement Auxerre und zum Kanton Cœur de Puisaye (bis 2015: Kanton Toucy). Die Bewohner nennen sich Fontanais.

## Geografie
Fontaines liegt in der Landschaft Puisaye, etwa 20 Kilometer westsüdwestlich von Auxerre. Umgeben wird Fontaines von den Nachbargemeinden Dracy im Norden, Toucy im Norden und Nordosten, Moulins-sur-Quanne und Lalande im Osten, Fontenoy im Südosten, Saints-en-Puisaye im Süden, Saint-Sauveur-en-Puisaye im Süden und Südwesten sowie Mézilles im Westen.

## Bevölkerungsentwicklung
| Jahr                      | 1962 | 1968 | 1975 | 1982 | 1990 | 1999 | 200 | 2013 |
| Einwohner                 | 479  | 443  | 413  | 416  | 404  | 437  | 469 | 468  |
| Quelle: Cassini und INSEE |      |      |      |      |      |      |     |      |

## Sehenswürdigkeiten

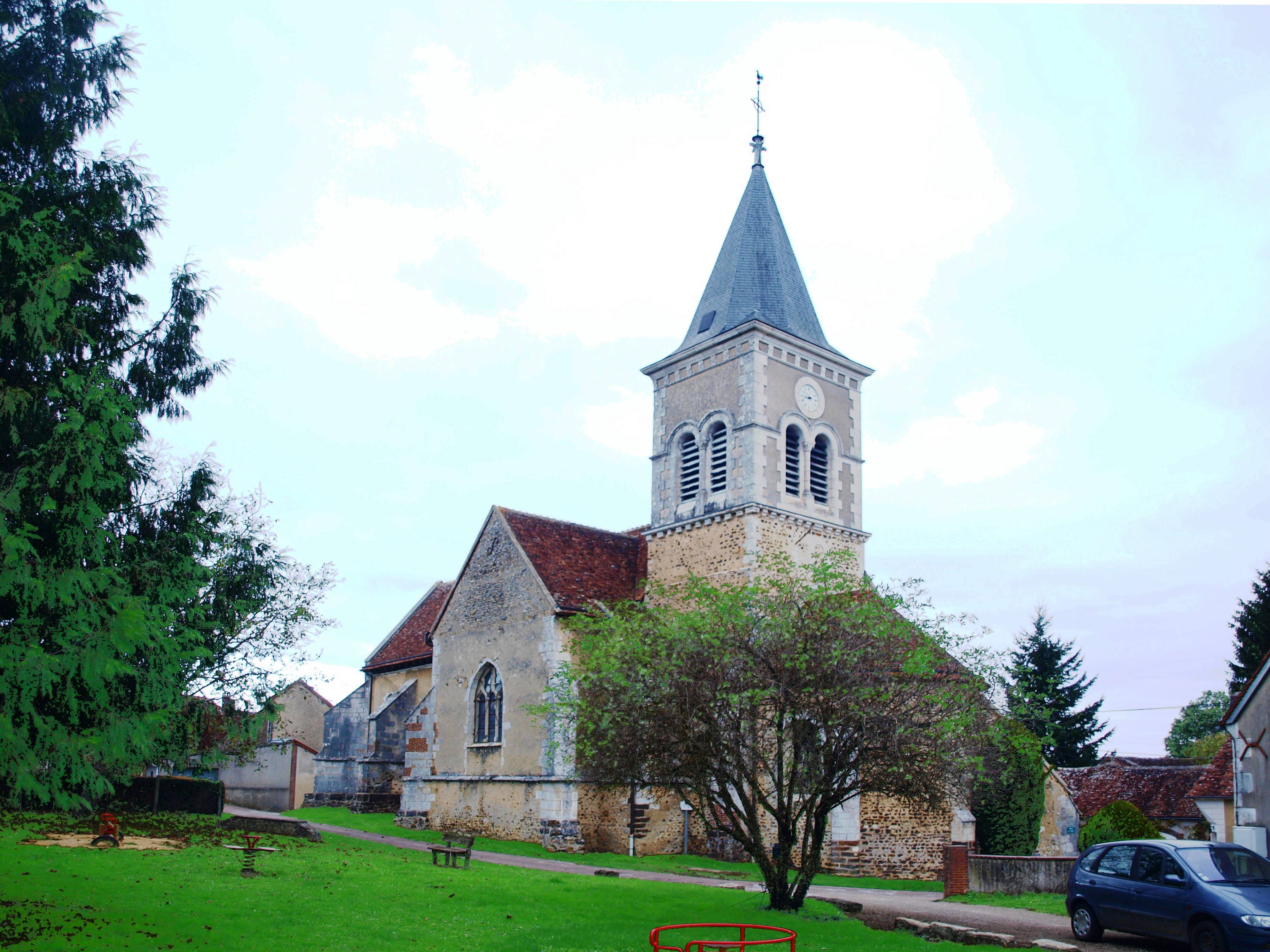
Kirche

- Kirche